# Хвилі Амура
Xvyli Amura или «Хвилі Амура» (произносится как Хвыли Амура, рус. Волны Амура) — третий студийный альбом украинской группы «Вопли Видоплясова», выпущенный весной 2000 года. Кроме новых композиций, в него вошли также три уже известные песни: «Любов» и «Таємні сфери» из предыдущего альбома «Музіка» и песня «Або або» (одноимённый альбом).
Особенный успех имела песня «День народження» («День рождения»), в плане популярности принявшая эстафету от известной композиции «Весна» из альбома «Музіка». Успеху песни во многом способствовал удачный видеоклип, снятый в манере индийского кино.

## Список композиций
| №   | Название             | Длительность |
| --- | -------------------- | ------------ |
| 1.  | «День народження»    | 4:24         |
| 2.  | «Добрий день»        | 0:17         |
| 3.  | «Любов»              | 3:15         |
| 4.  | «Обернись»           | 5:31         |
| 5.  | «Що було»            | 0:32         |
| 6.  | «Трава»              | 2:51         |
| 7.  | «Таємні сфери»       | 3:05         |
| 8.  | «Розмова з Махатмою» | 4:43         |
| 9.  | «Як під небом»       | 0:20         |
| 10. | «Є-є»                | 3:44         |
| 11. | «Товарищ майор»      | 2:11         |
| 12. | «Відрада»            | 3:07         |
| 13. | «Оля»                | 2:19         |
| 14. | «Були на селі»       | 3:22         |
| 15. | «Гопця»              | 3:29         |
| 16. | «Або-або»            | 3:09         |

В записи альбома принимали участие:
- Бас-гитара, бэк-вокал — Александр Пипа
- Ударные, бэк-вокал — Сергей Сахно
- Гитара, бас-гитара, бэк-вокал — Евгений Рогачевский
- Микс — Юрий Береговой
- Вокал, баян, труба, бэк-вокал, гитара, программирование — Олег Скрипка

В 2011 году альбом был переиздан на украинском рекорд-лейбле «Краïна Мрій». Событие было посвящено 25-летию образования «Воплей». В новое издание в качестве бонуса 17-м треком была добавлена композиция «Стрівай, паравозе». В записи 11-го трека «Товарищ майор» принимал участие «Ансамбль пісні і танцю Збройних сил України» (рус. Ансамбль песни и танца Вооружённых сил Украины).